# Tabu
O tabu era, originalmente, uma instituição de fundamento religioso que atribuía caráter sagrado a determinados seres, objetos ou lugares, interditando qualquer contato com eles. Posteriormente, o termo passou a designar qualquer tipo de proibição.

## Etimologia
A palavra é de origem polinésia. Deriva do tonganês tabu e do maori tapu, termos que se referem à proibição de determinado ato, com base na crença de que tal ato invadiria o campo do sagrado, implicando em perigo ou maldição para os indivíduos comuns. O termo foi primeiramente registrado pelo capitão James Cook durante sua visita a Tonga em 1771. Foi, então introduzido na língua inglesa, difundindo-se posteriormente para outras línguas. Embora os tabus tenham sido inicialmente associados às culturas polinésias do Pacífico Sul, os tabus estão ou estiveram presentes em praticamente  todas as sociedades.

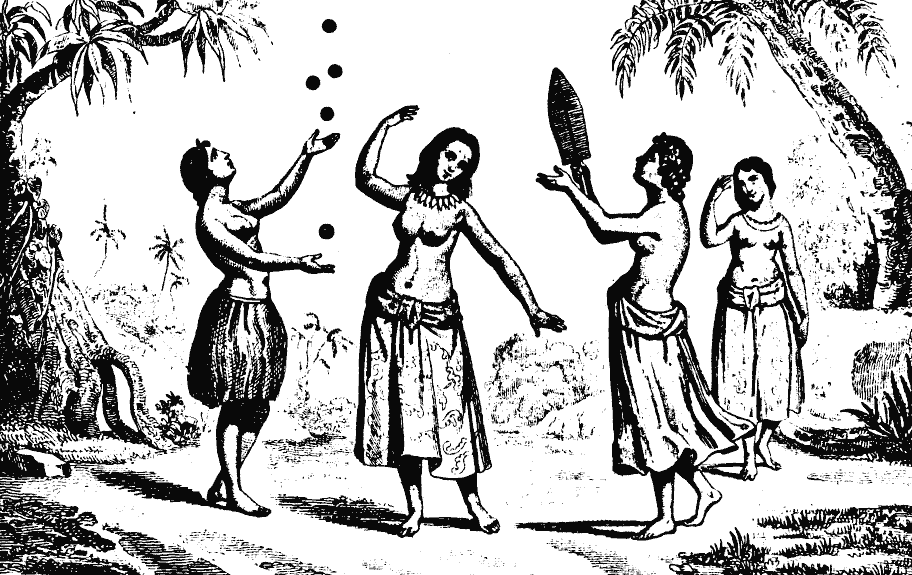
Gravura representando mulheres de Tonga por volta de 1800. Tonga foi o primeiro lugar onde foi registrado o uso do termo "tabu".

## Interpretações do conceito
Segundo Sigmund Freud, o tabu é a base da "Idolatria" e a violação desse interdito provocaria um castigo divino, uma "Maldição", uma "Herança Maldita", que incidiria sobre o indivíduo culpado ou sobre todo o grupo social. Para Freud e Levi-Strauss, o tabu expressaria um sentimento coletivo sobre um determinado comportamento ou assunto, dividindo um ambiente entre "amigos" de um lado e "inimigos" do outro lado. Segundo Sigmund Freud, o incesto e o patricídio seriam os únicos tabus universais a nível individual, constituindo a base da  civilização. Todavia, embora o canibalismo, o assassinato dentro do mesmo grupo de parentesco e o incesto sejam tabus na maioria das sociedades, pesquisas posteriores encontraram exceções para todos eles: portanto, não se conhece nenhum tabu que seja universal.

## Tabu linguístico
O tabu, em linguística, é a imposição de uma proibição de dizer nomes de certas coisas ou pessoas. Normalmente, para escapar aos tabus, utilizam-se eufemismos ou disfemismos.
Os tabus da linguagem dividem-se em três grupos, de acordo com o uso ou a motivação psicológica: uns são devido ao medo, outros a um sentimento de delicadeza e outros, ainda, a um sentido de decência e decoro.[carece de fontes?]
Os tabus de medo têm a ver com o pavor em relação aos seres sobrenaturais, que impuseram tabus sobre seus nomes, como, por exemplo, o demônio. As criaturas e as coisas vulgares dotadas de qualidades sobrenaturais podem tornar-se alvo de terror e tabus. Os nomes dos objetos inanimados podem também ser afetados por uma proibição tabu.
Os tabus de delicadeza derivam da tendência a evitar referência direta a assuntos desagradáveis, tais como a doença, a morte ou defeitos físicos e mentais.
Os tabus de decência são geralmente associados a sexo e/ou Moral. Chamam-se tabuísmos as palavras, locuções ou acepções tabus, consideradas chulas, grosseiras ou ofensivas demais na maioria dos contextos.